# 2,4,6-Tribromanisol
2,4,6-Tribromanisol ist eine aromatische Verbindung. Die Struktur besteht aus einem Benzolring mit angefügter Methoxygruppe (–OCH3) und drei Bromatomen (–Br) als Substituenten.

## Vorkommen
2,4,6-Tribromanisol wurde 2004 von Pascal Chatonnet als muffiger Geruchsbestandteil von manchen Weinen identifiziert. Die Verbindung wurde auch in Fisch und maritimen Sedimenten nachgewiesen. Da es auch als Metabolit des Pilzes Paecilomyces variotii aus der als Fungizid verwendeten Verbindung 2,4,6-Tribromphenol auftritt, wird es für Geruchsfehler von Lebensmitteln verantwortlich gemacht.

## Gewinnung und Darstellung
2,4,6-Tribromanisol kann durch O-Methylierung seines direkten Vorläufers 2,4,6-Tribromphenol gewonnen werden.

## Eigenschaften
2,4,6-Tribromanisol ist ein farbloser Feststoff mit muffigem Geruch, der praktisch unlöslich in Wasser ist. Die Verbindung ist auch in sehr geringer Konzentration schon wahrnehmbar.

## Verwendung
2,4,6-Tribromanisol wird zur Herstellung von Farbstoffen, Flammschutzmitteln und bromierten aromatischen Verbindungen verwendet.